# Ingvar Gustafsson
Gustav Ingvar Gustafsson, född 6 september 1934 i Sunne församling i Jämtlands län, är en svensk militär.

## Biografi
Gustafsson avlade studentexamen vid Försvarets läroverk 1959. Han avlade officersexamen vid Krigsskolan 1960 och utnämndes samma år till fänrik vid Jämtlands fältjägarregemente, där han kom att tjänstgöra till 1972. Han befordrades 1962 till löjtnant och tjänstgjorde under andra hälften av 1960-talet en tid vid Infanteriets kadett- och aspirantskola. Åren 1967–1969 gick han Vapentekniska kursen på Armélinjen vid Militärhögskolan och 1968 befordrades han till kapten.
Han befordrades till major 1972, var chef för Tekniska detaljen i Studieavdelningen i Sektion 1 i Arméstaben 1972–1974 och chef för Centralavdelningen vid staben i Nedre Norrlands militärområde 1974–1978, 1977 befordrad till överstelöjtnant. Han var chef för Sektion 2 vid staben i Nedre Norrlands militärområde 1978–1980, ställföreträdande chef för Lapplands jägarregemente tillika ställföreträdande befälhavare för Kiruna försvarsområde 1980–1981 och chef för Sektion 1 vid staben i Nedre Norrlands militärområde 1981–1982. År 1982 studerade han vid Försvarshögskolan.
Gustafsson befordrades till överste 1984 och tjänstgjorde 1984–1985 vid Försvarsstaben och som säkerhetschef vid Försvarsenheten i Planeringssekretariatet vid Statens lantmäteriverk. Därefter var han 1985–1988 ställföreträdande chef för Jämtlands fältjägarregemente tillika chef för dess personalkår. År 1988 befordrades han till överste av första graden, varpå han var chef för Operationsledningen i Övre Norrlands militärområde 1988–1990 och chef för Utbildnings- och personalsektionen i Nedre Norrlands militärområde 1990–1992. Under försvarsmaktsövningen Nordanvind 1991 förde han befäl över A-styrkan (egen trupp). Åren 1992–1994 var han befälhavare för Jämtlands försvarsområde. och från och med den 1 juli till och med den 30 september 1994 tillika chef för Jämtlands fältjägarregemente.
Efter pensioneringen har Ingvar Gustafsson varit författare och redaktör av flera regementshistoriska verk. Han är också sedan 2006 ledamot av styrelsen för stiftelsen Svenskt Militärhistoriskt Bibliotek.